# Borowiec (Krasocin)
Borowiec ist ein Dorf in Polen, gelegen in der Woiwodschaft Heiligkreuz, im Powiat Włoszczowski, in der Gmina Krasocin.

## Geschichte
Laut der Volkszählung von 1921 hatte das Dorf Borowiec 16 Häuser und 88 Einwohner, das Gutshaus 1 Haus und 10 Einwohner.
In den Jahren 1975–1998 gehörte der Ort administrativ zur Woiwodschaft Kielce.

## Persönlichkeiten
Feliks Rak – Vorkriegsgemeindevorsteher der Gmina Krasocin, Dichter, Aktivist der Volksbewegung, Häftling in den Konzentrationslagern Sachsenhausen und Dachau